# 放射双带蛤
放射双带蛤（学名：Semele zebuensis），是帘蛤目唱片蛤科唱片蛤属的一种。主要分布于越南、中国大陆、台湾，常栖息在潮下带。